# 夢野ぼたん
夢野 ぼたん（ゆめの ぼたん）は日本の元女性声優。主にアダルトゲームに声をあてていた。
2019年12月上旬にツイッターで2019年12月31日をもって声優を引退することを宣言し、引退。ツイッターのアカウントも2020年1月に削除された。

## 出演作品
太字は主役・メインキャラクター

### ゲーム
2013年
- つよきすNEXT（木根 栄一）
- 魔物娘の館 彗星館異形録 ～人魚の章～（メルフィア＝アズゥヴェルデ）

2014年
- 愛サレるームメイト（豊崎 輝夜）
- 悪の女幹部2「キサマなどに教育されてたまるかっ!」（ハルカプトラの部下）
- 隠恋ぼ ～二人だけのヒミツの時間～（天音 しおり）
- ガチゆるヒーローバトル 姫巫女銀河（御堂 寿々音）
- 彼女が俺にくれたもの。俺が彼女にあげるもの。 ～KISS My Darling: めちゃ婚 case3～（狼坂 真白）
- 激情版!?ガチゆるヒーローバトル カムイッコたん（カムイッコたん）
- 恋する少女と想いのキセキ ～Poupee de souhaits～（女生徒A）
- 天秤のLa DEA。 戦女神MEMORIA（メルヤ）
- 花嫁と魔王 ～王室のハーレムは下克上～（九頭竜 十子）
- ワルキューレロマンツェ Re:tell

2015年
- アヤカシ散華（耶麻、お律）
- 淫靡蕩少女 ―残されし楽園の姫君―
- 淫靡蕩少女 ―残されし楽園の姫君― ブランニュー版:キアラ編
- 淫靡蕩少女 ―残されし楽園の姫君― ブランニュー版:フラヴィア編
- 淑母の疼き2 ～熟れた人妻から漂う“女”の色香～（有村 実里）
- 三極姫4 ～天下繚乱 天命の恋絵巻～（甘寧興覇）
- 姉妹となう｡（梶緒 穂乃香）
- 戦極姫6 ～天下覚醒、新月の煌き～（陶隆房、菅谷政貞、中島可之助）
- 中二病な彼女の恋愛方程式（小酒部 聖水）
- つよきすFESTIVAL（木根 栄一）
- 1/7の魔法使い（近衛 楓菜）[1]
- ノゾキベヤ（滝島ミサ）
- パニカル・コンフュージョン（テオ）
- フォーリンラブ×4tune（上月 沙奈）
- 淫らに喘ぐ七人の夜這いする孕女（舞野 由可利）

2016年
- アンゲネームプラッツ -Kleiner Garten Sie Erstellen-（天ヶ瀬 初音）
- 淫妖蟲 獄 ～凌触地獄退魔録～（月白 静）
- 奪 ENDING ～人の妻、最後まで売ります～（藤代 香澄）
- えろぐっず! ～Hなおもちゃで快感エンジョイ♡～（須々木野 恵美）
- カノジョ＊ステップ（春日井 モモ美）
- 戦御村正 -剣の凱歌-（エレハレムアークトゥルス、ユーウェインウィンゲート、パロミデスフィリップス）
- 戦御村正 ‐剣の凱歌‐ DX（エレハレムアークトゥルス、ユーウェインウィンゲート、パロミデスフィリップス）
- ビッチ姉ちゃんが清純なはずがないっ!（吹田 紅葉）

2017年
- 妹アナル ～恋するHなピンクのつぼみ～（宇藤 スワナ）
- 虜ノ雫 ～夏の豪華客船で穢される処女たち～（来栖 乃々果）

2018年
- 精子投票〜見せしめの目安箱〜（世良 明）
- えろぼいす! ～Hなボイスでいちゃラブサクセス♪～（吉備 桃子）

### オンラインゲーム
- 宝石姫 JEWEL PRINCESS（ブルーゾイサイト、サーペンティン）

### アニメ
2015年
- ネトラセラレ（春花）

2017年
- 片田舎に嫁いできたロシア娘とHしまくるお話　（康太アリサ）

2019年
- じょしラク!　（桃井 由梨）